# Bu Bing
Bu Bing (卜丙; Bǔ  Bǐng) eller Wai Bing (外丙; Wài  Bǐng) var en kinesisk kung över den forna Shangdynastin. Bu Bing regerade 2 år under 1500-talet f.Kr. Bu Bings personnamn var Sheng (勝) och han titulerades i orakelbensskrifterna med sitt postuma tempelnamn Bu Bing (卜丙)

## Biografi
Enligt Shiji kom Bu Bing till makten efter att hans far Da Yi avlidit. Bu Bings äldre bror var den tilltänkta kronprinsen, men han avled innan sin far. Enligt orakelbensskrifterna efterträdde Bu Bing sin bror Da Jia.
Bu Bing styrde landet från Bo (亳) och han tillsatte Yi Yin (伊尹) som försteminister. Bu Bing avled efter 2 år (alternativt 3 år) som regent och efterträddes av sin bror Zhong Ren. Enligt orakelbensskrifterna efterträddes han av sin brorson Da Geng.